# Sven Lysholt Hansen
Sven Lysholt Hansen (født 28. juni 1945 i Faxe Ladeplads, Danmark) er en dansk tidligere roer.
Hansen repræsenterede, i en alder af blot 15 år, Danmark ved OL 1960 i Rom. Her var han styrmand i den danske toer med styrmand, der blev roet af Jens Berendt Jensen og Knud Nielsen. Danskerne sluttede på fjerdepladsen i konkurrencen, hvor de i finalen kom i mål knap fem sekunder efter bronzevinderne fra USA.